# Захарова, Лидия Владимировна
Лидия Владимировна Захарова (Игнатюк) (4 декабря 1922, Белый, Смоленская губерния, РСФСР  — 1996) — советская военнослужащая, старший лейтенант медицинской службы, фронтовая и гражданская жена маршала Г. К. Жукова (1941—1950).

## Биография
Уроженка города Белый, ныне  в Тверской области. 
С началом Великой Отечественной войны поступила на военную службу в Красную Армию в качестве медсестры. Осенью 1941 года во время битвы за Москву была прикомандирована к командующему Западным фронтом генералу Георгию Жукову в качестве военного фельдшера, став вскоре его фронтовой женой.
Войну Лидия Захарова закончила в звании старшего лейтенанта медицинской службы. Отношения с Жуковым продлились после окончания войны, когда маршал Жуков в июне 1946 года был назначен командующим войсками Одесского военного округа, Захарова переехала в Одессу, где проживала вместе с ним; в том же году она была уволена из армии. Спустя два года она переехала вместе с Жуковым в Свердловск, куда он был назначен на должность командующего войсками Уральского военного округа.
Отношения с Жуковым продлились до 1950 года, у пары не было детей. После расставания с Жуковым она вышла замуж за Валентина Игнатюка, в браке с которым прожила в Москве почти 40 лет. Погибла в автокатастрофе в 1996 году.

## Награды
- Орден Красного Знамени (6 июня 1945 года);
- Орден Отечественной войны II степени (6 апреля 1985 года)[4];
- Орден Красной Звезды (21 августа 1943 года);
- Медаль «За боевые заслуги» (7 марта 1942 года);
- Медали СССР и РФ[5];
- Иностранные награды[5].

## На телевидении
В телесериале «Жуков», который вышел в 2011 году, роль Лидии Захаровой сыграла актриса Любовь Толкалина.